# 8074 Slade
A 8074 Slade (ideiglenes jelöléssel 1984 WC2) a Naprendszer kisbolygóövében található aszteroida. Edward L. G. Bowell fedezte fel 1984. november 20-án.